# زمینداری در ایران

## در دورهرضا شاه
نقل شده است که رضاشاه در هنگام مرگ دارای حدود ۱٫۵ میلیون هکتار زمین بوده است که بیشتر این زمین‌ها در مازندران و برخی دیگر نیز در همدان، گرگان و ورامین قرار داشت. بخشی از این املاک با مصادره مستقیم، دیگری از طریق نقل و انتقال مشکوک اموال دولتی و بخشی دیگر از طرق آبیاری زمین‌های بایر و بخشی نیز با مجبور کردن زمین داران بزرگ و کوچک برای فروش زمین هایشان به قیمت اسمی، به دست آمده بود.

## قبل از اصلاحات ارضی
قبل از اصلاحات اراضی در ایران ملاکین بزرگ هنوز در ایران وجود داشتند و اکثر مقام‌های وزارتی را در اختیار ملاکین بزرگ و نمایندگان آنها قرار داشت. آن‌ها بلافاصله پس از تبعید رضاشاه سلطه خود را بر مجلس تثبیت کردند و در بعضی مواقع شدیداً از استقلال و ملی گرایی دفاع نمودند. آنها در این دوره از قدرت سیاسی بیشتر در سطح محلی برخوردار شدند، و بر استانداران، فرمانداران، ژاندارم‌ها و دیگر مقام‌های محلی نفوذ داشتد. این مالکان زمین‌ها و روستاهای خود را بدون هیچ تعهدی نسبت به دولت مرکزی اداره می‌کردند.